# Tumbado al borde de la luna
Tumbado al borde de la luna fue el duodécimo álbum de estudio lanzado al mercado por la banda española La Guardia, aunque hubo álbumes anteriores sin canciones nuevas, como recopilatorios e incluso un disco en directo.
Fue publicado a principios de 2010 por la discográfica Diagonal Music Factory y producido por Fran Gude y supuso una vuelta a los orígenes de la banda apoyándose sobre todo en guitarras acústicas y dotando de un ambiente marcadamente optimista a cada uno de los 10 temas que componen el álbum, la mayoría de los cuales fueron compuestos por el líder de la formación Manuel España.

## Lista de canciones
1. La mano en el fuego (3:55)
2. Tormenta de pasión (3:10)
3. El turista accidental (3:31)
4. Te miento (3:24)
5. Dame lo que quieras (3:11)
6. Tumbado al borde de la luna (3:15)
7. Lucía (4:13)
8. Venecia sin mí (4:30)
9. Vine aquí para conocerte (3:43)
10. Se terminó la Dolce Vita (4:14)